# Alured Clarke
Alured Clarke (24 novembre 1744 - 16 septembre 1832) est un officier et administrateur colonial britannique. Il occupe des fonctions en Jamaïque, au Canada et en Inde britannique.

## Biographie

### Carrière
Clarke rejoint l'armée en 1759. En 1776, parvenu au grade de lieutenant-colonel, il débarque à New York avec son régiment. De 1782 à 1790 il est lieutenant-gouverneur de la Jamaïque où il fait bonne impression.

#### Au Canada
Le 19 mars 1790, Clarke est nommé lieutenant-gouverneur de la province de Québec en remplacement de Henry Hope. Il prend son poste le 8 octobre suivant. Le gouverneur général, son supérieur, est lord Dorchester. En août 1791, Dorchester part pour l'Angleterre et Clarke assume les pouvoirs de gouverneur et de commandant en chef. À cette époque précise, la nouvelle constitution de la colonie, l'Acte constitutionnel de 1791, entre en vigueur. Deux colonies distinctes, le Bas-Canada et le Haut-Canada sont dès lors créées à partir de la Province de Québec. Clarke a principalement la charge du Bas-Canada, quoique les attributions du gouverneur-général, qu'il assume provisoirement, incluent une certaine autorité sur le Haut-Canada. Chose importante, le Bas-Canada doit posséder une assemblée représentative élue, en plus du Conseil législatif nommé qui assiste le gouverneur.
La principale responsabilité de Clarke est donc de mettre en application les dispositions de la nouvelle constitution. En particulier, la délimitation des frontières avec le Haut-Canada et surtout avec les États-Unis est délicate, et les instructions en provenance de Londres parfois contradictoires. Le mode d'attribution des terres aux colons et la réorganisation des tribunaux étaient d'autres sujets qui occupèrent Clarke durant l'année 1792.
Afin d'organiser la nouvelle Chambre d'assemblée du Bas-Canada, Clarke publia le 7 mai 1792 une proclamation divisant la province en 27 districts électoraux envoyant 50 députés au total. En décembre de la même année, Clarke inaugure la première session du nouveau parlement, qui dure jusqu'en mai de l'année suivante.
Après ce dur travail, Clarke est soulagé du retour de Dorchester en septembre 1793, et en profite pour rentrer temporairement en Angleterre.

### Carrière subséquente
Henry Dundas, naguère ministre de l'Intérieur et donc responsable des colonies, est fort satisfait du travail de Clarke. Devenu ministre de la Guerre, il nomme celui-ci commandant d'un renfort de troupes qui partit pour l'Inde en 1795. Clarke est successivement lieutenant-général de l'Inde, commandant en chef à Madras puis au Bengale, brièvement gouverneur-général de l'Inde en 1798, puis son commandant en chef jusqu'en 1801.
De retour en Angleterre en 1801, Clarke est promu général en 1802, puis maréchal en 1830, deux ans avant sa mort.